# Minoru Hamaue
Minoru Hamaue (jap. 浜上稔 Hamaue Minoru; ur. 17 sierpnia 1970) - japoński zapaśnik walczący w stylu klasycznym. Trzykrotny uczestnik mistrzostw świata. Zajął 19 miejsce w 1994 i 1998. Piąty na igrzyskach azjatyckich w 2006 i na igrzyskach Wschodniej Azji w 1997. Brązowy medal na mistrzostwach Azji w 1995 roku.